# Soldi
"Soldi" er en sang fremført af italienske Mahmood, som deltog i Eurovision Song Contest 2019. Sangen opnåede en 2. plads.